# Oak Bluffs
Oak Bluffs est une ville située sur l'île de Martha's Vineyard, comté de Dukes, dans l'état du Massachusetts.
La population, estimée à 3 735 habitants en 2008, était de 4 655 selon un recensement établi en 2018.
Oak Bluffs est un des principaux points d'arrivée des touristes sur l'île.

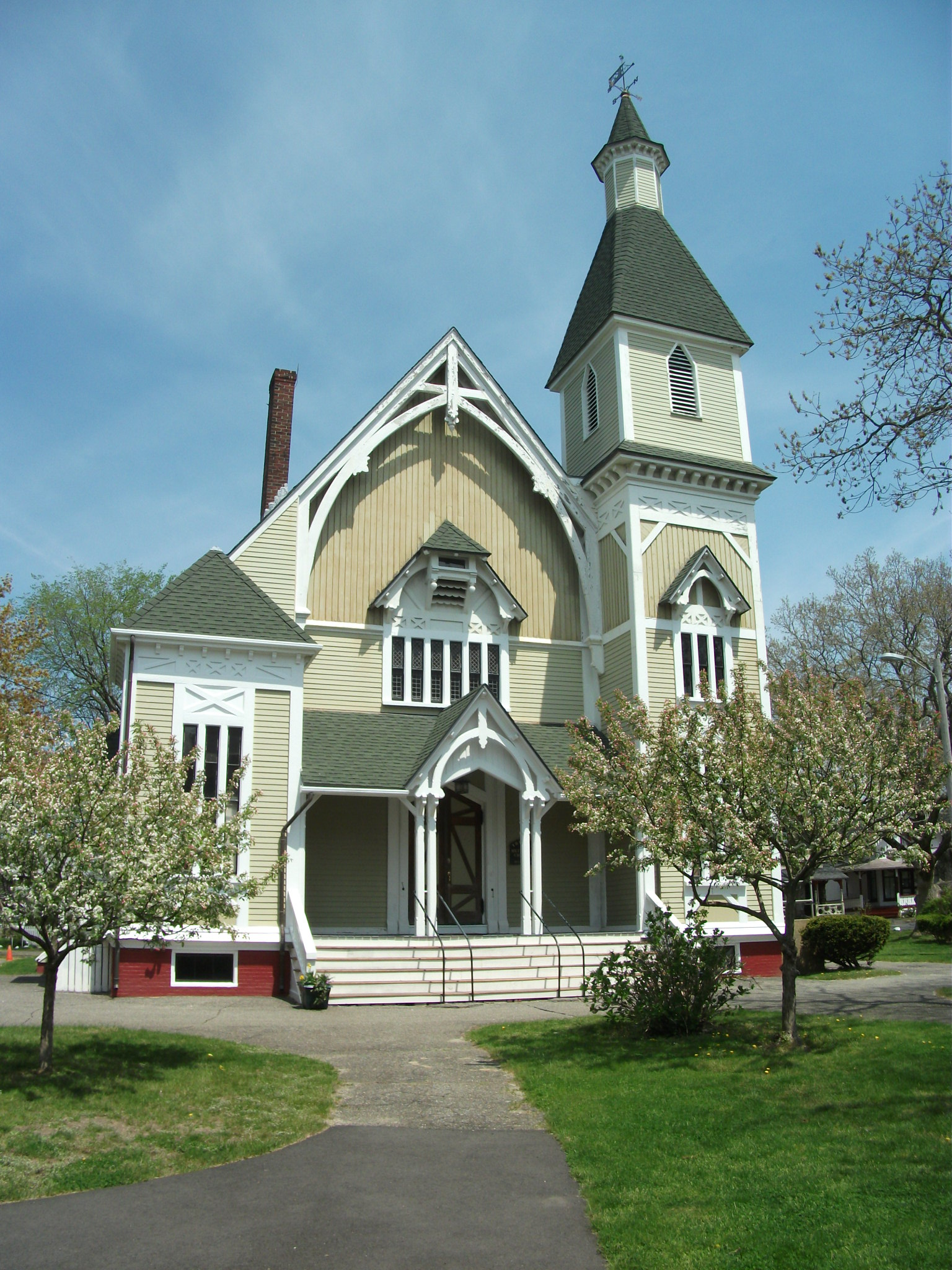
église d'Oak Bluffs

## Personnalités liées à la ville
- Spike Lee, scénariste, réalisateur et producteur américain
- Charlayne Hunter-Gault, journaliste et militante des droits civiques américaine